# Absolute Musik
Als absolute Musik (lat. absolutus „losgelöst“, „unabhängig“) bezeichnete die mitteleuropäische Musikästhetik seit etwa 1850 das Ideal einer Instrumentalmusik, die allein ihren eigenen musikalischen Gesetzen folge und von außermusikalischen Bindungen an einen Text, ein Bühnenbild oder ein Programm unabhängig, also zweckfrei sei. Im weiteren Sinn bezeichnet der Begriff ein Werturteil über das „Wesen“ der Musik oder eine höchste Qualität von „Reinheit“ und „Vollkommenheit“ in der Musik.

## Vorgeschichte
Dieses Ideal wurde schon über 50 Jahre vorher für damalige Musikstile entwickelt. Wilhelm Heinrich Wackenroder und Ludwig Tieck formulierten 1799: „In der Instrumentalmusik aber ist die Kunst unabhängig und frei, sie schreibt sich nur selbst ihre Gesetze vor, sie phantasiert spielend und ohne Zweck, und doch erfüllt und erreicht sie den höchsten…“ E. T. A. Hoffmann (Rezension zu Beethovens 5. Sinfonie, 1810) verband damit einen Vorrang der Musik unter den Künsten: Sie allein sei „rein romantisch“ im Sinne der Autonomie des Kunstwerks.

## Richard Wagner
Richard Wagner prägte den Ausdruck Absolute Musik als Gegenbegriff zu Musikdrama und Gesamtkunstwerk, jenen Idealen, die er selbst vertrat. Die absolute Musik sei eine historische Fehlentwicklung, indem die Musik von den übrigen Künsten und vom Leben isoliert worden sei. Mit Ludwig van Beethovens 9. Sinfonie sei der Höhepunkt dieser Entwicklung erreicht und durch die Hinzunahme von Chor und Text bereits überwunden worden. Wagners musikalisches Drama sei die logische Konsequenz (Programm zu Beethovens 9. Sinfonie, 1846). Musik dürfe nicht selbst „Zweck“ sein, sondern müsse ein „Mittel“ bleiben (Oper und Drama).

## Eduard Hanslick
Eduard Hanslick entfaltete dagegen eine positive Ästhetik der Absoluten Musik in seinem Aufsatz Vom Musikalisch-Schönen (1854): Das Schöne einer Tondichtung sei „ein spezifisch Musikalisches…, das unabhängig und unbedürftig eines von Außen her kommenden Inhaltes, einzig in den Tönen und ihrer künstlerischen Verbindung liegt.“ Instrumentalmusik sei durch nichts zu übertreffen; „nur sie ist reine, absolute Tonkunst.“ Auch er bezog dieses Ideal vor allem auf die Instrumentalmusik der Wiener Klassik, besonders diejenige Beethovens.

## Diskussion
Der Gegensatz von „absoluter Musik“ und „Programmmusik“ wurde für die musikästhetische Diskussion im Zeitalter der musikalischen Romantik bestimmend. Befürworter und Gegner des Ideals bezogen sich auf Beethovens Werke und verteidigten ihre eigene Musikrichtung als einzig legitime Fortsetzung seiner Tradition. Franz Liszt etwa betrachtete die klassischen Kompositionsprinzipien Motivische Arbeit, thematische Entwicklung, Durchführung und Reprise einer Sonatenhauptsatzform nicht als unumstößliche Regeln, sondern als wandelbaren Ausdruck poetischer Gedanken, die allein die freie Fantasie des Komponisten leite (Berlioz und seine Haroldsymphonie, 1855).
In den 1920er Jahren wurde der absoluten Musik, die manchen als überlebtes Erbe des vergangenen Jahrhunderts erschien, die Gebrauchsmusik als Ideal einer gesellschaftlichen Integration alles Musikalischen entgegengehalten. Die Neue Musik des 20. Jahrhunderts versuchte dagegen, die Befreiung vom Außermusikalischen durch eine Befreiung der Musik von bekannten Funktionen und Assoziationen zu steigern.
Der österreichische Komponist Günther Rabl versteht unter „Absoluter Musik“  elektroakustische Musik, bei der der Prozess des Musikschaffens mit den Mitteln des Tonbands und des Computers zeitlich unabhängig vom Zeitfluss der geschaffenen Musik selber ist.